# Maria av Brabant (hertiginna av Bayern)
Maria av Brabant, född 1226, död 18 januari 1256 i Donauwörth, var en hertiginna av Bayern, gift med hertig Ludvig II, hertig av Bayern. Maria avrättades för äktenskapsbrott, något som tilldrog sig stort uppseende.